# El club dels mutants
El club dels mutants (títol original: Freaked) és una comèdia de terror  estatunidenca dirigida per Alex Winter i Tom Stern, estrenada l'any 1993. Ha estat doblada al català.
Originalment previst per ser un film de terror de baix pressupost, va conèixer diferents reescriptures de guions portant-lo més cap a l'humor negre. Les proves amb públic van resultar més aviat negatives, no tenint una Repartiment conseqüent i només es va estrenar a 2 cinemes. Però des de la seva sortida en vídeo, ha adquirit un estatut de film de culte.

## Argument
Una companyia de productes químics prova de daurar la seva imatge contractant un actor famós, Ricky Coogin, per esdevenir la icona publicitària de la marca. Coogin vol tanmateix assegurar-se que els productes químics que afirmarà no són pas tan tòxics com alguns activistes ecologistes volen fer creure. Va doncs a una granja experimental on els productes en qüestió són utilitzats i desafortunadament es intoxicat. Comença a patir transformacions físiques monstruoses i descobreix que no és l'únic…

## Repartiment
- Alex Winter: Ricky Coogin
- Michael Stoyanov: Ernie
- Megan Ward: Julie
- Randy Quaid: Elijah C. Skuggs
- Derek McGrath: El ver humà
- Mr. T: La Dona amb barba
- Keanu Reeves: Ortiz l'home gos (no surt als crèdits)
- Jeff Kahn: Naseau nas llarg
- John Hawkes: Cowboy
- Alex Zuckerman: Stuey Gluck
- Bobcat Goldthwait: Cap de mitjó
- Patti Tippo: Rosie el petit cap
- Lee Arenberg: L'eterna flama
- Tim Burns: L'home-granota
- William Sadler: Dick Brian
- Brooke Shields: Skye Daley
- Jaime Cardriche: Toad
- Morgan Fairchild: L'hostessa de l'aire
- Eduardo Ricard: George Ramirez #1
- Henry Carbo: George Ramirez #2
- Deep Roy: George Ramirez #3
- Mihály Mészáros: George Ramirez #4
- Calvert DeForest: El President dels Estats Units
- Tom Stern: El lleter
- Ray Baker: Bill Blazer
- Sam Raimi: Un policia corrupte (no surt als crèdits)
- Robert Tapert: Un policia corrupte (no surt als crèdits)
- Donatiu Stark: L'editor del diari

## Premis i nominacions
- Premis 1993: Festival de Sitges: Secció oficial llargmetratges a concurs
- Nominada als Premis Saturn 1994 al millor maquillatge (Screaming Mad George i Steve Johnson)